# Břetislav Kotyza
Břetislav Kotyza (* 28. července 1942 Zlín) je český básník a tvůrce kreslených filmů.

## Život
Narodil se ve Zlíně jako nejstarší ze čtyř dětí. Vyučil se dřevomodelářem a následně studoval obor průmyslový design na SUPŠ v Uherském Hradišti pod vedením prof. Miroslava Klímy. V letech 1969-1978 pracoval jako designér ve Výzkumném ústavu kožedělném v Gottwaldově. Od roku 1976 působil v ateliéru kresleného filmu ve filmovém studiu Zlín, kde se podílel na tvorbě animovaných filmů až do jeho rozpadu v roce 1993.
Literatuře se věnuje od mládí. V průběhu života vydal tři sbírky básní. Své básně a prozaické texty publikuje také v časopisech, básnických almanaších a na literárních webech.

## Dílo
Sbírky básní
- Dospívání, Popěvky a rozpočítadla, Mezi řádky (Okresní kulturní středisko v Gottwaldově, 1986)
- Útržky hovorů (Alisa, 2005)
- Útržky hovorů II. (Epika, 2013)